# Biba-Modell
Das Biba-Sicherheitsmodell dient zur Kontrolle von Lese- und Schreibzugriffen in Computersystemen anhand von existierenden Benutzerrechten und deren Einstufung in ein policy-basierendes Autorisierungssystem.
Das Biba-Modell wurde 1975 von Kenneth J. Biba beschrieben.
Gegenstand des Modells ist die Integrität der Daten. Das Biba-Modell ist eine Umkehrung des Bell-LaPadula-Sicherheitsmodelles, welches vor allem die Vertraulichkeit von Datenzugriffen anspricht. Eine Variation des Biba-Modell ist auch unter der Bezeichnung Low Watermark Mandatory Access Control bekannt.
Es werden vor jedem Zugriff zwei Regeln überprüft:
1. No-Read-Down: Es darf einer höher eingestuften Ebene nicht möglich sein, Informationen einer tieferen Sicherheitsebene zu lesen.
2. No-Write-Up: Es darf Schichten, welche über eine tiefere Sicherheitsebene verfügen, nicht erlaubt sein, Daten in eine höhere Sicherheitsebene zu schreiben.

Beispiel: 
- Kalibrationsdaten eines EKG dürfen von normalen Benutzern nur gelesen werden, nie geschrieben, da den Daten nicht vertraut werden kann (no-write-up).
- Weiterhin darf der Kalibrationsvorgang nie Daten lesen, die von einem normalen Benutzer erstellt worden sind, da diese nicht genügend Integrität besitzen (no-read-down).